# لی نو
لی مین هو (کره‌ای: 이민호؛ زادهٔ ۲۵ اکتبر ۱۹۹۸) که به‌طور حرفه‌ای با نام لی نو (کره‌ای: 리노؛ انگلیسی: Lee Know) شناخته می‌شود، خواننده، رقصنده و رپر اهل کره جنوبی زیر نظر جی‌وای‌پی انترتینمنت و یکی از اعضای گروه پسرانه کره‌ای استری کیدز است.

## زندگی
در کودکی در مدرسه فنی گیمپو تحصیل کرده‌است و رقص را از دوران راهنمایی شروع کرده. عضو تیم دنس گروه بی تی اس در موزیک ویدیو not today و همچنین در تور ژاپن این گروه حضور داشته‌است. او در اودیشنی که برای کمپانی جی وای پی داشت آهنگ thought of you از جان پارک را اجرا کرد. وی به مدت یک سال کار آموز این کمپانی بود. لی نو زبان انگلیسی و زبان ژاپنی را در حد پایه آموخته. لی نو می‌تواند با هر دو دستش بنویسد.
او سه گربه به نام‌های سونی، دونگی و دوری دارد که آن‌ها را به سرپرستی گرفته‌است. او با شرکت در برنامه‌ای به نام stray kids survival show توسط جی وای پارک رئیس کمپانی جی وای پی اینترتینمنت ابتدا در قسمت ۴ (۷ نوامبر) از گروه حذف شد و سپس در ۱۹ دسامبر ۲۰۱۷ با رای مردمی به عنوان عضو گروه انتخاب شد و در سال ۲۰۱۸ رسماً آغاز به کار کرد.

## ترانه شناسی[۳]
| هنرمند               | ترانه            | آلبوم          | نوع همکاری         |
| 2018                 | 2018             | 2018           | 2018               |
| -------------------- | ---------------- | -------------- | ------------------ |
| Stray Kids           | "Glow"           | Mixtape        | Writing            |
| Stray Kids           | "Mixtape #1"     | I Am Not       | Writing            |
| Stray Kids           | "Mixtape #2"     | I Am Who       | Writing, Composing |
| Stray Kids           | "Mixtape #3"     | I Am You       | Writing, Composing |
| 2019                 |                  |                |                    |
| Stray Kids           | "Mixtape #4"     | Clé 1 : Miroh  | Writing, Composing |
| Stray Kids           | "Mixtape #5"     | Clé : Levanter | Writing, Composing |
| 2020                 |                  |                |                    |
| Stray Kids           | "Wow"            | In Life        | Writing            |
| 2021                 |                  |                |                    |
| Lee Know & Bang Chan | "Drive"          | "Drive"        | Writing            |
| Stray Kids           | "Surfin'"        | Noeasy         | Writing, Composing |
| Stray Kids           | "For You"        | SKZ 2021       | Writing, Composing |
| Stray Kids           | "Hoodie Season"  | SKZ 2021       | Writing, Composing |
| Stray Kids           | "Placebo"        | SKZ 2021       | Writing            |
| 2022                 |                  |                |                    |
| Stray Kids           | "Waiting For Us" | Oddinary       | Writing, Composing |